# Messier 23
Messier 23 (hay M23 hoặc NGC 6494) là cụm sao mở trong chòm sao Nhân Mã. Nó được  Charles Messier phát hiện vào ngày 20 tháng 6 năm 1764.
M23 nằm cách Trái Đất khoảng 2.150 năm ánh sáng, với bán kính của cụm sao xấp xỉ 15-20 năm ánh sáng. Có khoảng 150 sao trong cụm này, ngôi sao sáng nhất có cấp sao 9,2. M23 có thể nhìn thấy thông qua một kính thiên văn nhỏ trong vùng sao thuộc chòm sao Nhân Mã.